# 芥见下下
芥見下下（1992年2月26日—），日本漫畫家。出生於日本岩手县，代表作為《咒術迴戰》。「芥見下下」為筆名，真名和容貌暫未公開。

## 作品列表
- 神代搜查 （《少年jumpNEXT!!》2014 vol.2刊登）
- No.9 （《少年JumpNEXT!!》2015 vol.2刊登）
- No.9 （《週刊少年Jump》2015年第46号刊登）
- 二界梵骸巴尔托尔 （《週刊少年Jump》2016年第44号刊登，金未來杯入選作品）
- 东京都立咒术高等专门学校（《JumpGIGA》2017 vol.1 - 2017 vol.4 連載）
- 咒术迴战 （《週刊少年Jump》2018年第14號 - 2024年第44號[已完結]）